# Olívgeze
Az olívgeze (Hippolais olivetorum) a verébalakúak (Passeriformes) rendjébe, ezen belül a nádiposzátafélék (Acrocephalidae) családjába és a Hippolais nembe tartozó faj. 16-18 centiméter hosszú. A mediterrán partvidéken költ Horvátországtól Románián keresztül Izraelig, a gyéren fás, bokros területeket kedveli; telelni Afrika délkeleti, déli részeire vonul. Többnyire rovarokkal és más apró gerinctelenekkel táplálkozik, de gyümölcsöket (például fügét) is fogyaszt. Májustól júniusig költ. Fészekalja 3-4 tojásból áll.

## Fordítás
- Ez a szócikk részben vagy egészben  az   Olive-tree warbler című angol Wikipédia-szócikk fordításán alapul.  Az eredeti cikk szerkesztőit annak laptörténete sorolja fel. Ez a jelzés csupán a megfogalmazás eredetét és a szerzői jogokat jelzi, nem szolgál a cikkben szereplő információk forrásmegjelöléseként.